# Antonín Borovička
Antonín Borovička (* 4. November 1895 in Davle; † 3. Dezember 1968 ebenda) war ein tschechischer Komponist.

## Leben
Antonín Borovička erlernte zuerst bei seinem Vater den Beruf des Töpfers. Parallel wurde er vom Dorfkapellmeister in Tenorhorn und Violine unterrichtet. Mit 14 Jahren konnte Borovička erste Erfolge als Geiger in der Kapelle „Vild’s“ verzeichnen. Mit 16 Jahren beherrschte er 5 Instrumente. Nach dem Ersten Weltkrieg gründete Antonín Borovička als beinamputierter Kriegsinvalide sein erstes, mit Streichern und Bläsern besetztes Orchester, die Die Moldauer. Er leitete das Ensemble 42 Jahre lang.
Borovičkas erste Polka Nejhezčí koutek wurde 1923 vom Prager Grando-Verlag veröffentlicht. Diese Polka wurde später in Deutschland durch Ernst Mosch und seine Original Egerländer Musikanten unter dem Namen Löffelpolka bekannt. Auch die Polka Gablonzer Perlen stammt aus der Feder von Borovička.

## Werke für Blasorchester
- Alenka
- Až budou trumpety (Goldene Trompeten), polka
- Chaloupko nízká, Walzer
- Davelská polka, Polka
- Greenville, Polka
- Hájenka
- Já se o tvou lásku prosit nebudu
- Jaro jde k nám, Polka
- Jaruška (Jaruschka)
- Jawa (Darf ich wagen)
- Jen jednou v roce, Polka
- Klárinka, Polka
- Květuška, Polka
- Májový večer (Maienabend), Walzer
- Martička (Die Sonne bringt den Tag)
- Milé vzpomínky, Walzer
- Nejhezčí koutek (Löffel-Polka), Polka
- Pepina, oud – Tschechische Polka
- Pozdrav z hvozdů, Marsch
- Radostné mládí (Fröhliche Jugend)
- Růžový květ, Walzer
- Sázavská polka, Polka
- Snad vzpomeneš (Gablonzer Perlen)
- U potůčku, Polka
- U topolů (Jugend und Träume), Polka
- V zahrádce (Garten-Polka, So ein Tag ohne Dich), Polka
- Vyhrávala kapela (Die Kapelle hat gewonnen), Polka
- Vlastenka, Polka
- Volenka, Polka
- Ztracená láska, Walzer